# الغورو رام داس
الغورو رام داس هو الغورو الرابع للسيخ من بعد الغورو عمار داس التي أسسها الغورو ناناك.

## حياته
ولد الغورو رام داس في 24 سبتمبر 1534 في مدينة كارتربور لدى السيخ وهو زوج ابنة الغورو عمار داس، كتب أناشيد أضيفت إلى التراث السيخي وقد أدخلت منها خمسة نصوص في كتابهم المقدس الأدي جرانت وما صاغه هو تأملات في الله، وهو الذي أسس مدينة الأريمستار، وهي المدينة المقدسة لدى السيخ حتى الآن، وبها معبد السيخ الذي يحجون إليه (معبد الذهب) و(حر من دير) و(عقال تخت)، ثم توفى في 1 سبتمبر 1581.

## قصة تنصيبه غورو
لم ينجب الغورو عمار داس رجال، فأراد تنصيب أحد أزواج بناته غورو، فأحضرهم وأمر كل واحد منهم أن يبني دكًا عالية ليختبرهم من أصلح أن يكون غورو من بعده. وأتموا البناء جميعًا ثم نظر إلى الدكات، وأمرهم بأن يهدم كل منهم دكته تمامًا ويعيد بنائها لأن البناء ليس جيدًا. رفض واحد منهم في غضب شديد، أما الأخر وبكل هدوء هدم الدكة وبناها مرة أخرى ثم أمره بهدمها مرة أخرى وإعادة بنائها وبكل هدوء أطاع الأمر، وبعد سبع مرات دكات من صبر الغورو رام داس قال له الغورو عمار داس: «ليس لحسن بنائك ستكون خليفتي، بل لطاعتك لي، بعدي سبع غورات فقط، لن يكون هناك غورو للسيخ من بعدهم، فإن لم يلتزم الغورو بالطاعة، ضيع دينه».

## أهم أعماله
- بناء مدينة الأريمستار.
- تأليف الأناشيد الدينية التي وضعت في كتابهم المقدس.